# Курышино
Курышино — село в Угличском районе Ярославской области России, входит в состав Ильинского сельского поселения.

## География
Расположено в 11 километрах от центра поселения села Ильинского и в 34 километрах на юг от города Углича.

## История
Каменная однопрестольная летняя церковь во имя Сретения Господня построена в 1705 году на средства прихожан. Зимняя однопрестольная придельная церковь во имя св. и чуд. Николая построена одновременно с летней. Каменная церковь построена вместо деревянной, существовавшей около 25 лет, построенной господами Лопухиными. Лопухиными была устроена в селе деревянная церковь вместо упраздненной церкви Благовещенского погоста, существовавшего между деревнями Цылином и Сухменем. В 1882 году в церковной ограде была устроена каменная часовня. С 1871 года при церкви было церковно-приходское попечительство, а с 1879 года земское училище. 
В конце XIX — начале XX село входило в состав Ильинской волости Угличского уезда Ярославской губернии. 
С 1929 года село входило в состав Ильинского сельсовета Угличского района, в 1944 — 1959 годах — в составе Ильинского района, с 2005 года — в составе Ильинского сельского поселения.

## Население
| 1859 | 1914 | 2007 | 2010 |
| ---- | ---- | ---- | ---- |
| 322  | ↗427 | ↘16  | →16  |

## Достопримечательности
В селе расположена недействующая Церковь Сретения Господня (1705).